# Белый центр (жёлтое, розовое и лиловое на розовом)
«Белый центр (жёлтое, розовое и лиловое на розовом)» (англ. White Center (Yellow, Pink and Lavender on Rose)) — картина американского художника Марка Ротко, ведущего представителя абстрактного экспрессионизма, написанная в 1950 году.

## История владения
Американский банкир Дэвид Рокфеллер купил картину в 1960 году за 10 тысяч долларов.  
17 мая 2007 на аукционе «Сотбис» королевская семья Катара (Хамад бин Халифа Аль Тани и его супруги Моза бинт Насер аль Миснед) купила картину у Рокфеллера. Цена сделки составила 72,84 миллиона долларов, на тот момент она стала рекордной ценой за произведение искусства.